# وزارة الشباب والرياضة (نيجيريا)
وزارة الشباب والرياضة الاتحادية هي المسؤولة عن شؤون الشباب والرياضة مع رؤية "لتمكين الشباب النيجيري ليصبحوا معتمدين على أنفسهم ومسؤولين اجتماعيًا." هيكل الوزارة هي نتاج اندماج الوزارة الاتحادية لتنمية الشباب (FMYD) والهيئة الوطنية للرياضة (NSC) بإعلان فخامة الرئيس محمد بخاري بشأن إعادة هيكلة الوزارات والإدارات والوكالات (MDAs) الحكومة في 11 نوفمبر 2016. تركز هذه الإدارات على تطوير المشاريع والمهارات المهنية والتدريب وصوت الشباب والتوظيف والتعليم. الوزارة هي مسؤولة عن السياسة الوطنية للشباب، وبرامج تنمية الشباب، وتمويل الأنشطة الشبابية، ومشاركة الشباب، وإدارة الهيئة الوطنية لخدمات الشباب ومركز تدريب المواطنة والقيادة. وزير الشباب والتنمية الرياضية الحالي، السيد صنداي داري، أدى اليمين أمام الرئيس محمد بخاري لرئاسة هذه الوزارة في 21 أغسطس 2019. تولى المنصب من السيد سولومون دالونج الوزير السابق للوزارة، الذي خدم في أول فترة للرئيس في المنصب بوزارة الرياضة النيجيرية.

## وصلة خارجية
- الموقع الرسمي للوزارة